# Otto III (książę Lüneburga-Harburga)
Otto III (ur. 20 marca 1572, zm. 25 lutego 1641) – książę Lüneburga-Harburga od 1606 r. z dynastii Welfów.

## Życiorys
Otto był jednym spośród synów księcia lüneburskiego na Harburgu Ottona oraz Jadwigi z Fryzji Wschodniej. Panowanie nad częścią księstwa Brunszwiku-Lüneburga ze stolicą w Harburgu objął po śmierci starszego brata Krzysztofa – jako współrządca innego starszego brata, Wilhelma Augusta. W 1630 r. wraz z bratem sprzedali swoje roszczenia do tronu księstwa brunszwickiego w zamian za pokrycie swych długów. 
Otto poślubił Jadwigę, najmłodszą córkę księcia Brunszwiku-Wolfenbüttel Juliusza. Małżeństwo pozostało bezdzietne.